# حاجی‌علیمرادلی
حاجی‌علیمرادلی (به ترکی آذربایجانی: Haçıalmuradlı) یک منطقهٔ مسکونی در جمهوری آذربایجان است که در شهرستان ایمیشلی واقع شده‌است. حاجی‌علیمرادلی ۱٬۲۳۲ نفر جمعیت دارد.